# Lee Chang-min
Đây là một tên người Triều Tiên, họ là Lee.
Lee Chang-min ( Hàn Quốc; sinh ngày 1 tháng 5 năm 1986), hay Changmin, là một  ca sĩ Hàn Quốc. Anh học tại Viện Truyền thông và Nghệ thuật Dong-ah và là thành viên lớn tuổi nhất của nhóm 2AM.